# Jesion aksamitny
Jesion aksamitny (Fraxinus velutina Torr.) – gatunek drzewa należący do rodziny oliwkowatych. Występuje na południowym zachodzie Stanów Zjednoczonych i w północnym Meksyku.

## Morfologia

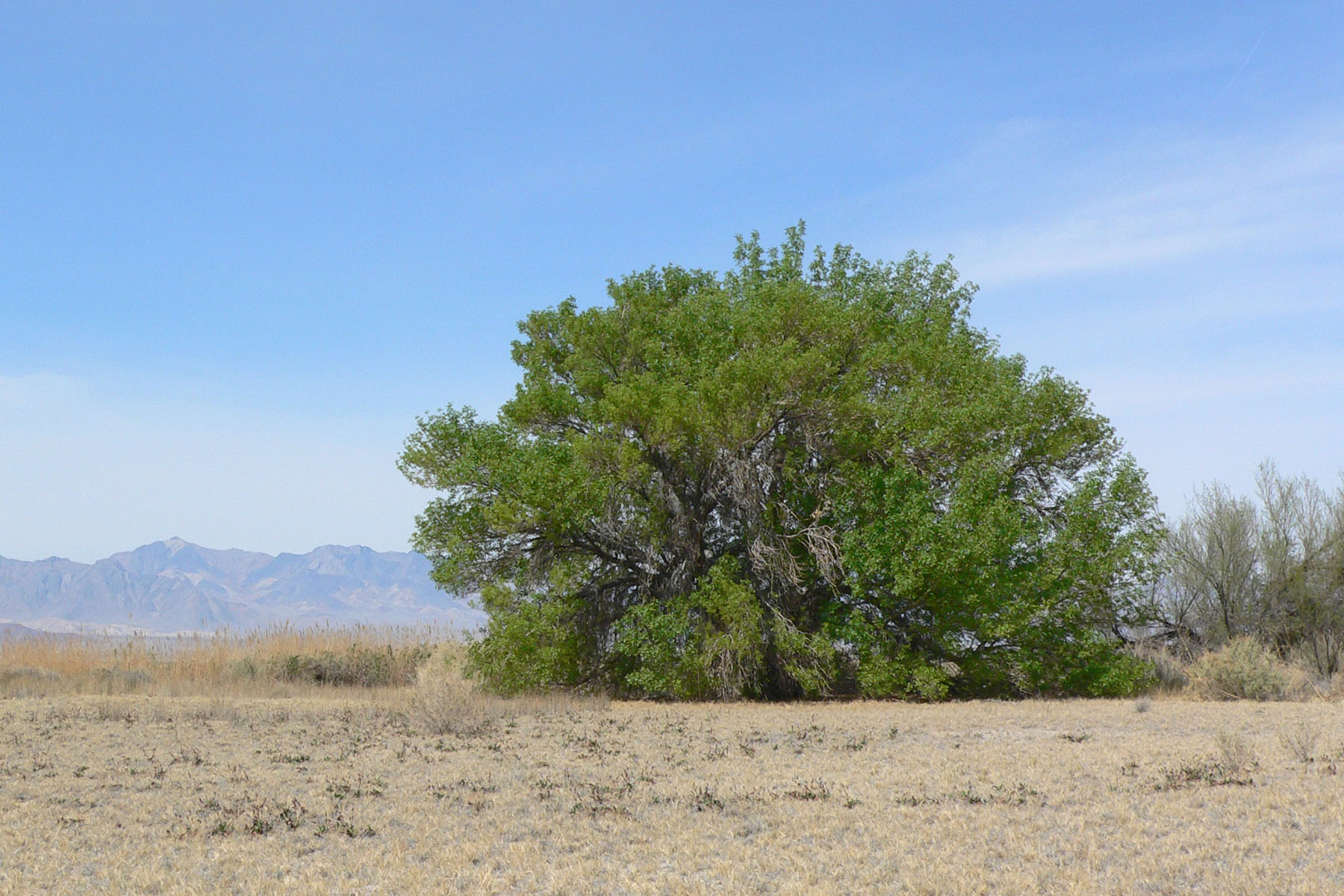
Pokrój

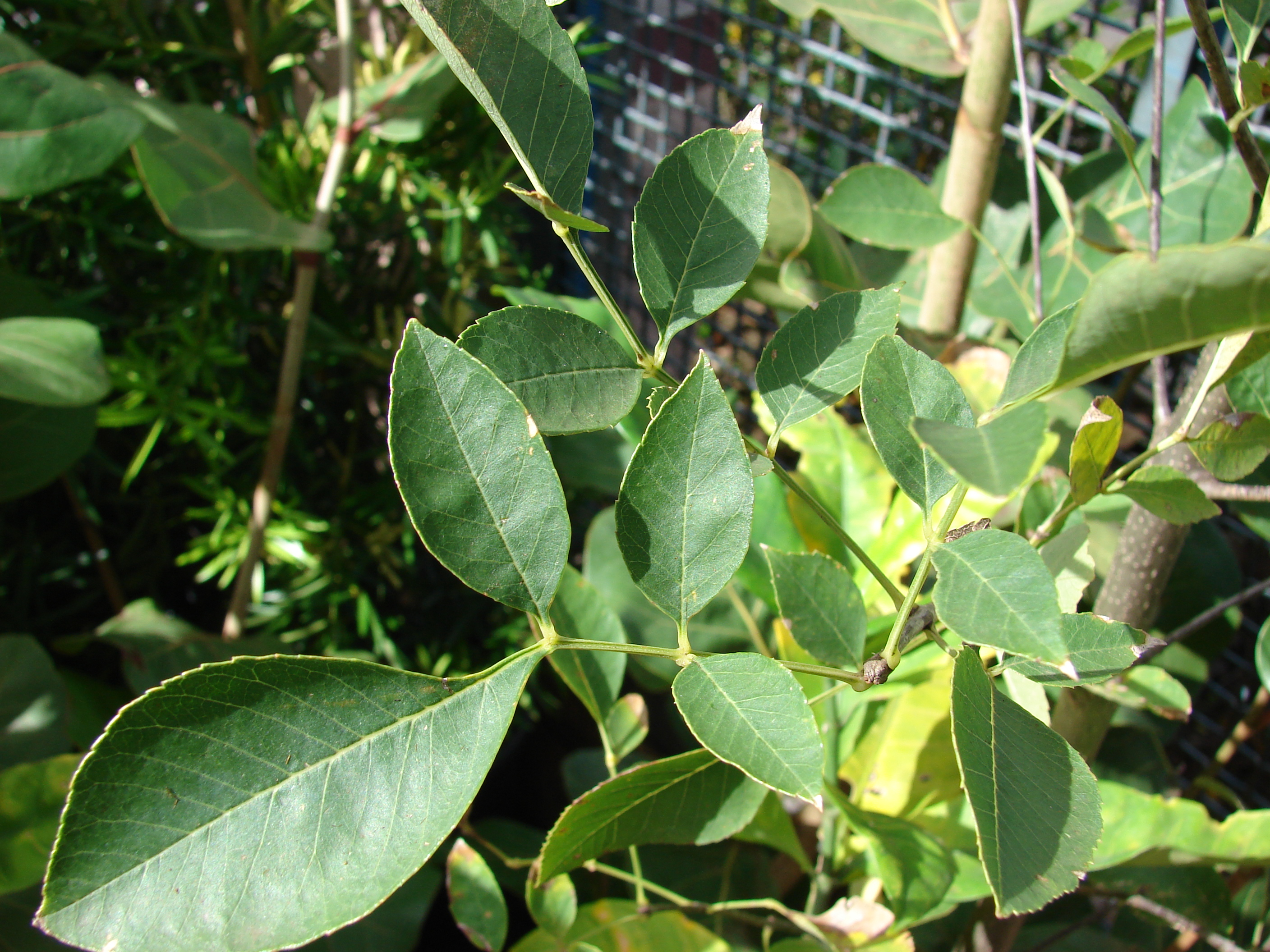
Liście

PokrójMałe, zgrabne drzewo o kolumnowej, szerokiej sylwetce, dorastające do 12 m wysokości.
KoraGruba, barwy szarej, czasami o czerwonawym odcieniu. U dojrzałych drzew pokrywa się głębokimi bruzdami i pęka tworząc płaskie płaty.
LiściePierzaste, dorastające do 10 cm długości, złożone z trzech (bywa że z pięciu) zaostrzonych, jajowatych listków. Pojedynczy listek dorasta do 5 cm długości, zazwyczaj pokrywa go gęsty, szarobiały kutner. Wierzch liścia ciemnozielony, od spodu blady. Pąki ciemnobrązowe.
KwiatyMałe i niepozorne kwiaty męskie są blado żółto-zielone, żeńskie zielonkawe. Pojawiają się przed rozwinięciem liści.
OwoceJednonasienne, uskrzydlone orzeszki. Wąskie, długości 2,5 cm.

## Biologia i ekologia
Fanerofit. Roślina dwupienna, wiatropylna. Kwitnie od marca do kwietnia. Nasiona dojrzewają w październiku. Rośnie wzdłuż brzegów potoków, w miejscach wilgotnych, często w kanionach.

## Nazewnictwo
Nazwa gatunkowa pochodzi od aksamitnych i gęstych włosków, które pokrywają liście, ogonki oraz pędy.